# Mavrokólympos (periodiskt vattendrag)
Mavrokólympos är ett periodiskt vattendrag i Cypern.   Det ligger i distriktet Eparchía Páfou, i den västra delen av landet, 100 km väster om huvudstaden Nicosia. Mavrokólympos ligger på ön Cypern.